# Aérodrome de Guéréda
L'aérodrome de Guéréda est un aérodrome d'usage public situé près de Guéréda dans la région du Wadi Fira au Tchad.